# آرلند (کامیونیتی)، ویسکانسین
آرلند (به انگلیسی: Arland) یک منطقهٔ مسکونی در ایالات متحده آمریکا است که در آرلند واقع شده است. آرلند ۳۷۱٫۸۶ متر بالاتر از سطح دریا واقع شده است.